# Chiesa di San Francesco (Celano)
La chiesa di San Francesco è un edificio di culto cattolico dedicato a san Francesco, situato a Celano (AQ), in Abruzzo.

## Storia

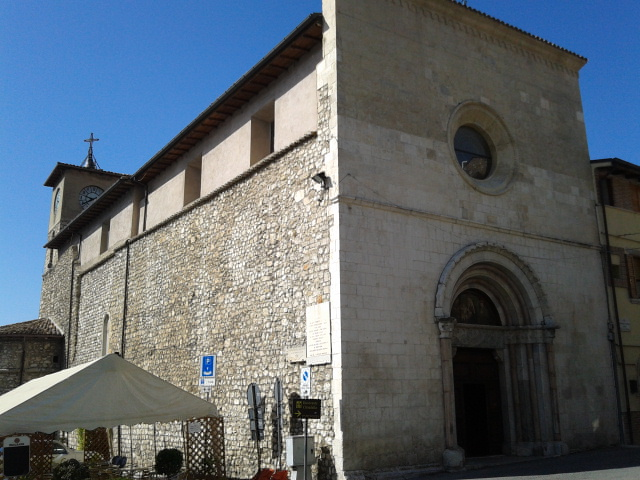
Veduta della chiesa da piazza IV Novembre

Il cenobio fu edificato con ogni probabilità per volere di Ruggero I dei conti dei Marsi nel 1256. Il conte marsicano volle ricordare la figura di san Francesco che nella prima metà del XIII secolo visitò la diocesi dei Marsi. Il complesso religioso originario, situato ai piedi del forte ricostruito nel Basso Medioevo, è uno dei numerosi esempi, di chiese e conventi edificati in seguito alla visita del santo di Assisi nella Marsica.
La chiesa fu invece presumibilmente edificata nel 1345 e completata, secondo alcune fonti storiche, per volontà di Lionello Accrocciamuro e soprattutto di Jacovella da Celano. Venne ampiamente rimaneggiata e abbellita nel corso del XVIII secolo, mentre il convento dei frati minori conventuali fu soppresso nel primo decennio dell'Ottocento in seguito alle riforme di Gioacchino Murat. Gravemente lesionata dal terremoto della Marsica del 1915 la chiesa fu restaurata nel rispetto del rimaneggiamento settecentesco.

## Descrizione
L'elemento di maggior pregio della chiesa di San Francesco è il portale romanico impreziosito dai marmi policromi e sovrastato dalla lunetta affrescata in cui sono raffigurati la Madonna col Bambino tra san Francesco e sant'Antonio di Padova. L'affresco risale al XV secolo.
La chiesa, a navata unica, internamente si caratterizza per le decorazioni in stile tardo barocco, i dipinti su tela che spaziano dal XVI al XVIII secolo, le statue di san Francesco con Gesù crocifisso, sant'Antonio di Padova e sant'Antonio abate. Un altare è dedicato al beato Tommaso da Celano,
mentre alcune lastre in pietra sono dedicate alla famiglia del vescovo Pietro Antonio Corsignani. Il campanile quadrato con l'orologio è collocato posteriormente.